# Gymnopis multiplicata
Gymnopis multiplicata es una especie de anfibio gimnofión de la familia Caeciliidae.
Habita en Costa Rica, en la isla del Caño, en el oriente de Honduras, en el oriente de Nicaragua, en el occidente de Panamá y en las islas Escudo de Veraguas, San Cristóbal y Colón. Tal vez habite también en el oriente de Guatemala.
Sus hábitats naturales incluyen bosques secos tropicales o subtropicales, montanos secos, pastos, plantaciones, jardines rurales y áreas urbanas.
Puede medir hasta 50 cm de largo. Los ojos están cubiertos por huesos y piel, y no pueden verse.
Habita sobre todo en zonas de pasto y de bosque, oculta bajo piedras y troncos de árboles.
Es una especie ovovivípara. Las hembras presentan fertilidad bienal, y pueden tener de 2 a 10 crías. El período de gestación dura aproximadamente 11 meses. Los machos son fértiles de febrero a noviembre.